# But du siècle

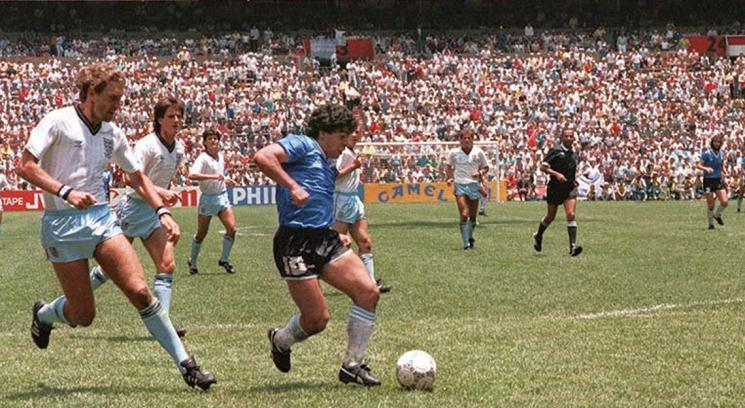
Maradona marquant le deuxième but de l'Argentine contre l'Angleterre au Mexique en 1986 : le But du Siècle.

Le « But du siècle », aussi connu sous le nom  de « meilleur but dans l'histoire de la Coupe du monde », est un prix récompensant le plus beau but marqué en phase finale de la Coupe du monde de football au XXe siècle entre 1930 et 1998. Il a été attribué à l'issue d'un sondage sur le site web de la FIFA, pendant la Coupe du monde de football 2002,.
Le but qui a obtenu la distinction est celui marqué du pied gauche par l'Argentin Diego Maradona lors du quart-de-finale de la Coupe du monde de 1986 opposant l'Argentine à l'Angleterre, le 22 juin 1986 au Stade Azteca à Mexico devant 114 580 spectateurs. Ce but est également connu sous le nom de « But aux Anglais ».

## Élection
Pendant le mondial 2002, un sondage ouvert aux internautes du monde entier sur une période de six semaines a été effectué afin de désigner le « meilleur but de l'histoire du mondial au XXe siècle ». La participation au vote s'est déroulée sur le site de la FIFA, en partenariat avec la marque de bière Budweiser. Le nombre total de votants était de 341 460 personnes venant de plus de 150 pays.

## But gagnant
Le but qui a recueilli le plus de suffrages auprès des participants est celui marqué par l'Argentine contre l'Angleterre en quart de finale de la Coupe du monde 1986, un but qui portait alors le score de la rencontre à 2-0 en faveur des Argentins. Il a été inscrit en deuxième mi-temps par Diego Maradona à la 55e minute du match. Le joueur argentin était parti balle au pied de son propre camp, dribblant cinq joueurs de champs anglais (Glenn Hoddle, Reid, Kenny Sansom, Terry Butcher, Terry Fenwick) plus le gardien de but (Peter Shilton), avant de glisser le ballon au fond des filets de façon imparable.
Quelques minutes auparavant, le même Maradona avait illicitement marqué un but avec la main qui avait été validé à tort par l'arbitre.
Le match s'est terminé sur le score de 2-1 pour l'Argentine, ainsi qualifiée pour les demi-finales.
Dans le milieu audiovisuel, le but est souvent associé en Amérique latine aux commentaires du journaliste sportif Víctor Hugo Morales :

« Il va le passer à Diego, il y a Maradona, deux hommes sur lui, Maradona dribble, il passe le flanc droit, le génie du football mondial, il sort de l'aile et il va le passer à Burruchaga. Encore Maradona ! Génie ! Génie ! Génie ! Là là, là-bas, là-bas, là-bas ! Goaaaaaaal ! Goaaaaaal ! Je veux pleurer, oh saint Dieu, vive le football ! Quel but ! Diegoal ! Maradona ! Je pleure, excusez-moi ! Maradona, dans une course mémorable, dans le meilleur match de tous les temps ! Petite comète, de quelle planète êtes-vous venu, laissant tant d'Anglais pleurant devant l'Argentine ? Argentine 2, Angleterre 0 ! Diegoal, Diegoal, Diego Armando Maradona ! Merci, Dieu, pour le football, pour Maradona, pour ces larmes, pour ce match Argentine 2, Angleterre 0. »

— Victor Hugo Morales
Maradona aurait expliqué plus tard que ce but a probablement été rendu possible grâce à un commentaire de son frère après une tentative similaire du buteur argentin en 1980, déjà contre l'Angleterre, en amical. Il a en effet remonté tout le terrain en dribblant tous les joueurs anglais qui se présentaient devant lui, mais lorsqu'il s'est présenté face au gardien, il a tiré et n'a pas marqué ; son frère lui a dit qu'il aurait dû également dribbler le gardien, ce que El Diez a fait lors du quart de finale 1986.

## Classement
| #  | Joueur           | Match                              | Votes  | Notes |
| -- | ---------------- | ---------------------------------- | ------ | --- |
| 1  | Diego Maradona   | CM 1986 Argentine - Angleterre     | 18 062 | Il prend la balle depuis son propre camp et dribble 6 joueurs (gardien de but compris) avant d'envoyer le ballon au fond des filets.          |
| 2  | Michael Owen     | CM 1998 Angleterre - Argentine     | 10 631 | Il reçoit la balle au milieu du terrain, passe deux défenseurs et marque dans la lucarne opposée.                                             |
| 3  | Pelé             | CM 1958 Brésil - Suède             | 9 880  | Il arrête un centre avec la poitrine, effectue un coup du sombrero sur un défenseur et marque d'une demi-volée.                               |
| 4  | Diego Maradona   | CM 1986 Argentine - Belgique       | 9 297  | Il reçoit le ballon dans la seconde moitié du camp adverse, dribble 4 défenseurs et trompe le gardien en marquant dans le petit filet opposé. |
| 5  | Gheorghe Hagi    | CM 1994 Roumanie - Colombie        | 9 297  | Il lobe le gardien depuis le milieu du terrain.                                                                                               |
| 6  | Saeed Au-Owairan | CM 1994 Arabie-Saoudite - Belgique | 6 756  | Il part de la moitié du terrain adverse, dribble 4 défenseurs et lobe le gardien.                                                             |
| 7  | Roberto Baggio   | CM 1990 Italie - Tchécoslovaquie   | 6 694  | Il reçoit le ballon au milieu du terrain, effectue un une-deux avec un équipier, dribble 2 défenseurs et trompe le gardien.                   |
| 8  | Carlos Alberto   | CM 1970 Brésil - Italie            | 5 388  | Il reçoit une passe de Pelé, combine avec 7 autres joueurs de son équipe, puis trompe le gardien.                                             |
| 9  | Lothar Matthäus  | CM 1990 Allemagne - Yougoslavie    | 4 191  | Il part de son camp, efface un défenseur et trompe le gardien depuis l'extérieur de la surface.                                               |
| 10 | Enzo Scifo       | CM 1990 .Belgique - Uruguay        | 2 935  | Il marque un but de 25 m après une passe de son équipier.                                                                                     |